# 再見愛麗絲
《再見愛麗絲》（英語：Alice Doesn't Live Here Anymore）是1974年的美國喜劇電影，導演是馬田·史高西斯，編劇是羅伯特·格恰爾。故事講述由艾倫·鮑絲汀飾演一名寡婦，與她青春期前的兒子旅行到美國西南部尋找更美好的生活，在沿途中與克里斯·克里斯托佛森飾演的一名男子相遇。本片的其他演員有比利·格林·布希、黛安·拉德、薇樂莉·科廷、萊利亞·戈爾多尼、蓮恩·布萊伯利、維奇·泰巴克、茱迪·科士打（其中一部她演出的最早電影）和夏菲·基圖。
艾倫·鮑絲汀憑她的演出獲得奧斯卡最佳女主角獎和英國電影學院獎最佳女主角，本片也獲得英國電影學院獎最佳影片。

## 劇情
新墨西哥州索科羅的家庭主婦Alice Hyatt生活乏味，夾在叛逆的兒子和冷漠的丈夫Donald之間。在Don因車禍驟逝後，她以車庫售物清掉家中雜物，帶著剩餘的財物與早熟的兒子Tommy向著自己位於加利福尼亞州蒙特雷的家鄉而去。她在那裡渡過童年，曾追求歌唱生涯，卻在婚後放棄。
他們在亞利桑那州鳳凰城暫歇。Alice決心找份工作以改善經濟狀況，但她兒子對此並不樂觀。她好好打扮了一番，四處應徵歌手的工作卻不斷碰壁，直到在一家小酒吧精神崩潰後，才終於有人給她機會。
在駐唱個兩天後，開始有人找她攀談，來人自稱Ben。她拒人於千里之外，但Ben的死纏爛打奏功。在兩人發生關係後，Ben之妻Rita找上門來，言談中透露自己也是個苦命人，而Ben已為這段婚外情荒廢工作。Ben在Rita之後也闖進來，行為暴力，又堅持與Alice繼續交往。母子倆嚇得落荒而逃。
兩人在土桑停留。Alice在這裡只能找到擔任mel餐廳裡女服務生的工作，感到沮喪。但她相信自己可以存夠前往蒙特雷的錢。另兩名侍女是膽怯又笨手笨腳的Vera和俐落但尖刻的Flo。顧客中也有人對Alice產生興趣。Tommy與一名女孩Audrey交上朋友，並受她影響，認為附近什麼都很怪。
Tommy在等著媽媽工作時非常無聊，開始作怪。對她有興趣的顧客帶著Tommy去騎馬及過牧場生活，Alice也開始動搖。在談話中，得知他已離婚兩年，但把自己打理得非常好。
在忙碌的餐廳中，亦敵亦友的三名女子開始產生良好的友誼。Audrey開始帶著Tommy去偷東西。Alice與牧場主的往來也加深，談及各自的過去，與預想中的未來。他與Tommy的互動也越來越像父子.
Alice和David謹慎地加深關係。牧場主David嚐試幫助Tommy在吉他技巧上取得突破，但Tommy開始逃避，他十二歲的嘴巴口不擇言。David出手懲戒後，他與Alice就Tommy的管教方式產生嚴重衝突，Alice憤而離去。
心情不好的母子兩人在車上吵了起來，中途被趕下車的Tommy到Audrey家，被她帶著喝酒。四處找不到人的Alice心急如焚，卻接到警局電話，原來兩人又去超市偷東西。
第二天，糟透了的Alice跡近崩潰。Flo與她懇談後，釐清了她的感覺。David又到餐廳找Alice，打算和好。兩人以生氣的語氣講清楚各自己的想法，終於心心相印。
雖然David願意賣掉牧場，與她一起搬到蒙特雷，以便實現她童年時的夢想，成為另一個艾麗絲·費伊，但Alice決定留在土桑。她在任何地方都可以得到快樂，可以成為一名歌手。而Tommy也隨遇而安。

## 演員
- 艾倫·鮑絲汀 飾演 Alice Hyatt（英语：Alice Hyatt）
- 阿爾弗雷德·拉特爾（英语：Alfred Lutter） 飾演 Tommy
- 克里斯·克里斯托佛森 飾演 David
- 比利·格林·布希（英语：Billy "Green" Bush） 飾演 Donald
- 黛安·拉德 飾演 Florence Jean Castleberry（英语：Florence Jean Castleberry）
- 薇樂莉·科廷（英语：Valerie Curtin） 飾演 Vera
- 萊利亞·戈爾多尼（英语：Lelia Goldoni） 飾演 Bea
- 蓮恩·布萊伯利（英语：Lane Bradbury） 飾演 Rita
- 維奇·泰巴克（英语：Vic Tayback） 飾演 Mel
- 茱迪·科士打 飾演 Audrey
- 夏菲·基圖 飾演 Ben
- Murray Moston 飾演 Jacobs
- 哈里·諾斯普（英语：Harry Northup） 飾演 Joe & Jim的酒保

導演馬田·史高西斯客串飾演一名顧客。

## 外部連結
- 互联网电影数据库（IMDb）上《再見愛麗絲》的资料（英文）
- TCM电影资料库上《Alice Doesn't Live Here Anymore》的资料（英文）
- 豆瓣电影上《再見愛麗絲》的資料 （简体中文）
- AllMovie上《再見愛麗絲》的资料（英文）
- 爛番茄上《再見愛麗絲》的資料（英文）